# William McKenna
William McKenna ist ein australischer Schauspieler.

## Karriere
Auf der Bühne spielte er von 2018 bis 2020 Scorpius Malfoy, den Sohn von Draco Malfoy, in der Melbourne-Aufführung von Harry Potter and the Cursed Child. Für diese Rolle wurde er bei den 19. Helpmann Awards als bester männlicher Nebendarsteller nominiert und gewann die Auszeichnung für die beste Theaterperformance bei den 37. Green Room Awards.
Im Fernsehen spielte er Ben Ripley in Nowhere Boys und Ed Kennedy in The Messenger, einer Verfilmung des gleichnamigen Romans von Markus Zusak.
2023 spielte er Matthew, einen nervösen persönlichen Assistenten eines fiktiven australischen Monarchen, in der BBC-Sitcom Queen of Oz.

## Filmografie

### Fernsehen
- 2016: You're Skitting Me – verschiedene Rollen (26 Folgen)
- 2016–2018: Nowhere Boys – Ben Ripley (Hauptrolle, Staffeln 3–4)
- 2023: The Messenger – Seltsame Botschaften – Ed Kennedy (Hauptrolle)
- 2023: Queen of Oz – Matthew
- 2025: Good Cop/Bad Cop – Sam Szczepkowski (Nebenrolle)

### Kurzfilme
- 2018: Skates – Junge
- 2018: Welcome Home – Jessicas Freund
- 2021: Breathe – Toby
- 2022: Go with Grace – Gem

### Theater
- 2018–2020: Harry Potter and the Cursed Child – Scorpius Malfoy (Princess Theatre)
- 2022: Admissions – Charlie Luther Mason (Melbourne Theatre Company)
- 2023: Bernhardt/Hamlet – Maurice Bernhardt